# Climatius
A Climatius a tövises őscápák (Acanthodii) osztályának a Climatiiformes rendjébe, ezen belül a Climatiidae családjába tartozó nem.

## Tudnivalók
A Climatius (magyarul: „dőlt hal”) Európa és Észak-Amerika tövises őscápáinak egyike.
A hal erős felépítésű farokúszója és a sok oldalúszója arra következtetnek, hogy aktív úszó volt. Valószínűleg egyéb halakkal és rákokkal táplálkozott. Az alsó állkapcsában számos fog ült, amelyeket időnként lecserélt ha azok elkoptak. A felső állkapcsa fogatlan volt. Nagy szemei arra utalnak, hogy vadászatkor a látására hagyatkozott. A legősibb halak egyikének számít.
Habár csak 7,5 centiméter hosszú volt, a Climatius 15 éles tövissel rendelkezett. Egy-egy tövis ült a farok alatti úszónál, a hasúszóknál, a mellúszóknál; a hátúszónál két tüske volt; mindezek mellett négy pár tüske volt a hal oldalán is.

### Fordítás
Ez a szócikk részben vagy egészben  a   Climatius című angol Wikipédia-szócikk fordításán alapul.  Az eredeti cikk szerkesztőit annak laptörténete sorolja fel. Ez a jelzés csupán a megfogalmazás eredetét és a szerzői jogokat jelzi, nem szolgál a cikkben szereplő információk forrásmegjelöléseként.